# Білинський Андрій Клавдійович
д-р Андрі́й Кла́вдійович Біли́нський (16 квітня 1916, Чернівці — 12 листопада 1995, Мюнхен) — український правознавець і публіцист, доктор права, діяч ОУН.

## Життєпис
Народився 16 квітня 1916 року в м. Чернівці.
У 1938 році закінчив юридичний факультет Ягеллонського університету в Кракові.
Двічі арештовувався польською владою як член ОУН — у 1934 та 1939 роках.
В часі Другої світової війни перебував у збройних формуваннях, котрі воювали проти радянських сил.
1944 потрапляє у полон, перебував у радянських концентраційних таборах. У 1955 році депортований до ФРН.

## Робота та деякі праці
1961 року вийшла книга спогадів «В концтаборах СРСР».
З того ж року працює в Мюнхенському інституті східно-європейського права.
З 1967 року — професор, працює викладачем радянського господарського права в Мюнхенському Українському вільному університеті.
В своїх наукових працях досліджував радянські правову та економічну системи, у першу чергу — питання господарського, житлового, колгоспного, спадкового, фінансового, шлюбного та сімейного права,
- питання адвокатури,
- прав громадських організацій.

Серед його основних праць:
- 1958 — «Організація радянської адвокатури» вийшло друком німецькою мовою,
- 1961 — «Радянське шлюбне право», німецькою мовою,
- 1963 — «Світ і ми»,
- 1968 — «Радянське господарське право», німецькою мовою,
- 1969 — «Громадські організації в СРСР»,
- 1983 — «Коментар до Конституції СРСР», двотомник, у співавторстві, німецькою мовою,
- 1995 — «Вступ до ринкової економіки».

## Родина
Його батько, доктор Білинський Клавдій  — громадський та політичний діяч на Буковині, педагог, доктор філософії, гімназійний професор, посол Української Національної Ради ЗУНР.

## Джерело
- Закони